# Sampantaea amentiflora
Sampantaea amentiflora es una especie de planta perteneciente a la familia Euphorbiaceae. El género Sampantaea es monotípico y se encuentra en Tailandia y Camboya.

## Taxonomía
Sampantaea amentiflora fue descrita por (Airy Shaw) Airy Shaw y publicado en Kew Bulletin 26: 328. 1972.
Sinonimia
- Alchornea amentiflora Airy Shaw